# Michael Areklew
Michael Areklew, född 1950, är en svensk gitarrist.  
Areklew började spela med sitt band Mades under 1960-talet och var i början av 1970-talet medlem i bland annat Stockholmarna och bandet Blåblus. Han har även medverkat på skivor med Abba, Björn Skifs, Rockfolket och Shanes samt var under en längre tid medlem i Burken & Rockfolket. Han spelar numera i New Generation och Shanes. Han är aktiv i Svenska musikerförbundet. 